# Cezariusz Belica
Cezariusz Belica (ur. 1965) – polski artysta fotograf. Prezes Zarządu Towarzystwa Fotograficznego im. Edmunda Osterloffa w Radomsku.

## Życiorys
Cezariusz Belica związany z radomszczańskim środowiskiem fotograficznym – mieszka i pracuje w Radomsku, gdzie prowadzi własny zakład fotograficzny. Szczególne miejsce w twórczości Cezariusza Belicy zajmuje fotografia ludzi, fotografia portretowa (szczególnie kobieca). Jest autorem i współautorem wielu wystaw fotograficznych; indywidualnych, zbiorowych, poplenerowych oraz pokonkursowych, na których zdobył wiele nagród, wyróżnień, dyplomów, listów gratulacyjnych. Jest członkiem Towarzystwa Fotograficznego im. Edmunda Osterloffa w Radomsku, gdzie w latach 1995–1996 i od 2014 pełnił funkcję prezesa zarządu. Uczestniczy w pracach jury w konkursach fotograficznych.  
W 2007 roku Cezariusz Belica został przyjęty w poczet członków Fotoklubu Rzeczypospolitej Polskiej Stowarzyszenia Twórców. Decyzją Komisji Kwalifikacji Zawodowych Fotoklubu RP, otrzymał dyplom potwierdzający kwalifikacje do wykonywania zawodu artysty fotografa, fotografika (legitymacja nr 245). W działalności Fotoklubu RP uczestniczył do 2021. 

## Wybrane wystawy
- Naprawdę jaka jesteś, nie wie nikt – Ośrodek Edukacji Artystycznej MOK (Piotrków Trybunalski 2018)[10]
- Kobieta z czarnym parasolem – Muzeum Regionalne im. Stanisława Sankowskiego (Radomsko 2017)[7]
- Oddalone zagubione – Solpark (Kleszczów 2010)[6]
- Kolorowe Chwile – Mała Galeria Fotografii Towarzystwa Fotograficznego im. Edmunda Osterloffa (Radomsko 2009)
- Cała jesteś w Kwiatach – Mała Galeria Fotografii Towarzystwa Fotograficznego im. Edmunda Osterloffa (Radomsko 2008)
- Bądź jaka jesteś – Mała Galeria Fotografii Towarzystwa Fotograficznego im. Edmunda Osterloffa (Radomsko 2007)
- Portret – Muzeum Regionalne (Radomsko 2007)
- Portret – Mała Galeria Fotografii Towarzystwa Fotograficznego im. Edmunda Osterloffa (Radomsko 2005)

Źródło